# 米爾斯炸彈
米爾斯炸彈 (英語：Mills bomb) 是一系列英國研發的手榴彈的暱稱。它們是英國陸軍使用的第一款現代破片型手榴彈。 它被廣泛地應用於第一次世界大戰和第二次世界大戰。

## 識別標記
- 圍繞中央的綠色帶原為標記用阿馬托填充的手榴彈(1915-1920年代)，後來用於標示使用巴拉托或TNT填充的手榴彈。 (1920–1970年代)。
- 粉紅色帶用於標記用Ammonal或Alumatol填充的手榴彈  (Alumatol於 Dictionary of Explosives, pub 1920[1]一書中解釋為硝酸胺，TNT和小量鋁粉的混合物。)
- 手榴彈底部的紅色色帶標示引信已經安裝，且手榴彈可以使用。
- 手榴彈上的三個紅色X標記標示該手榴彈為防水的No.36M型。

## 相冊

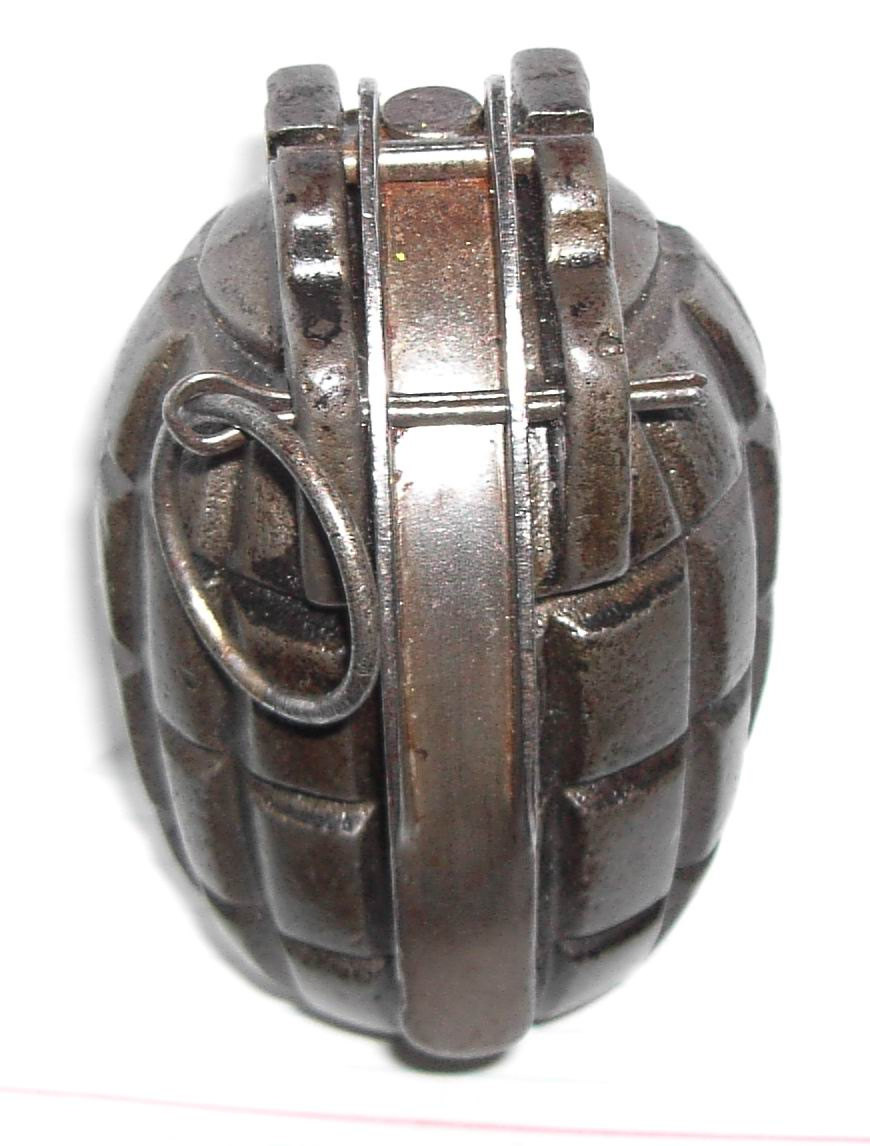
No. 5 Mk II
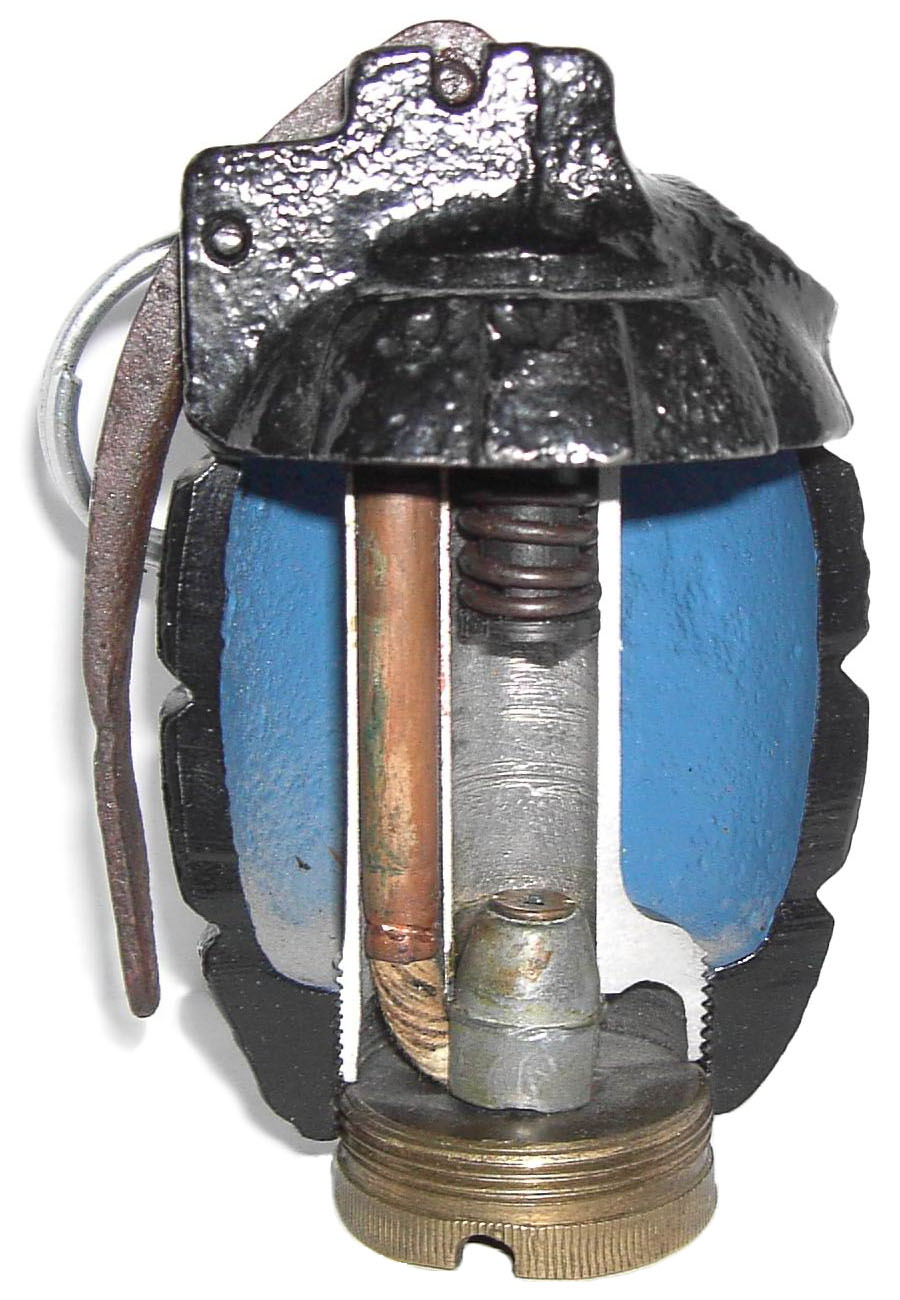
No. 5型的橫切面
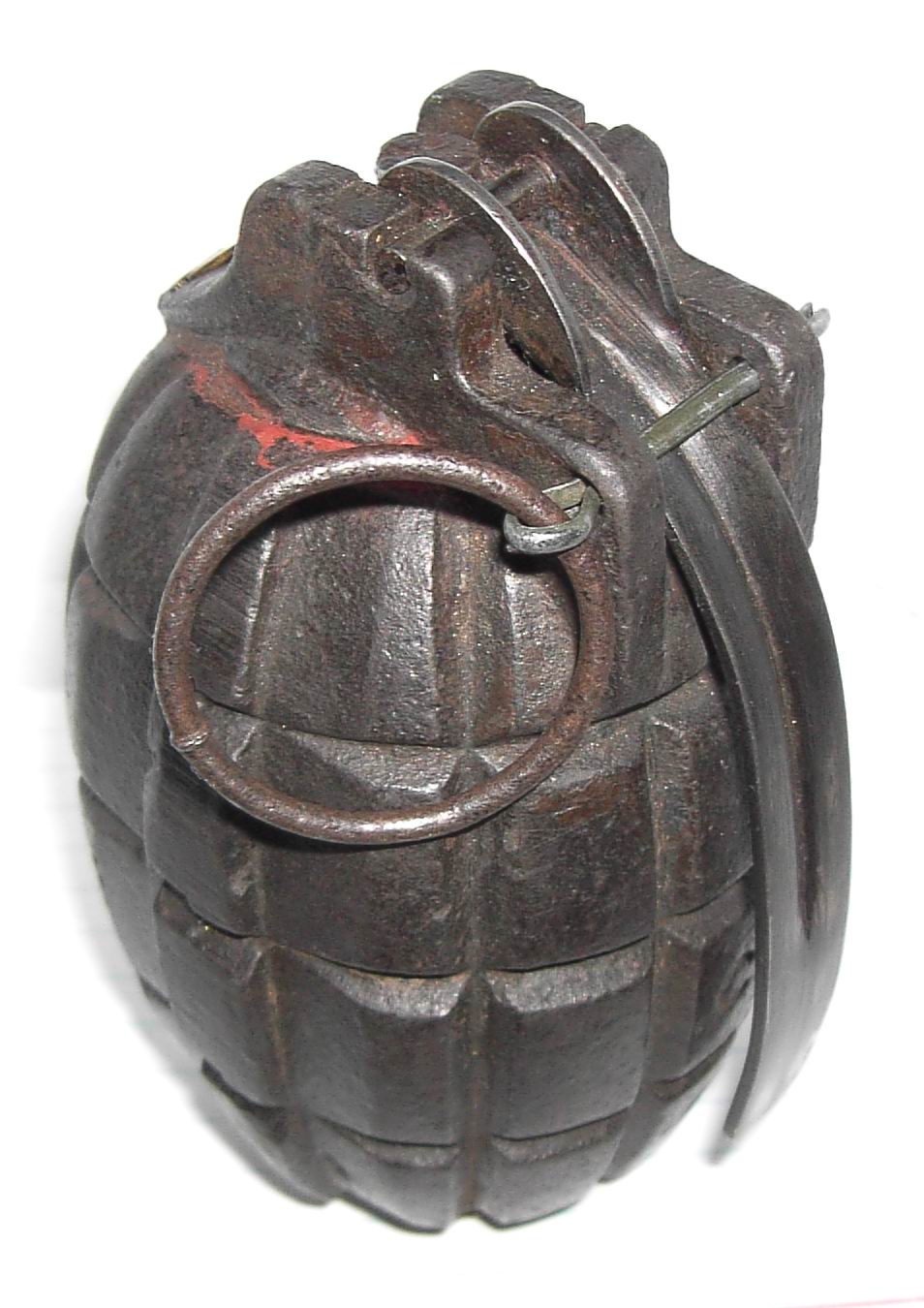
No. 23 Mk II
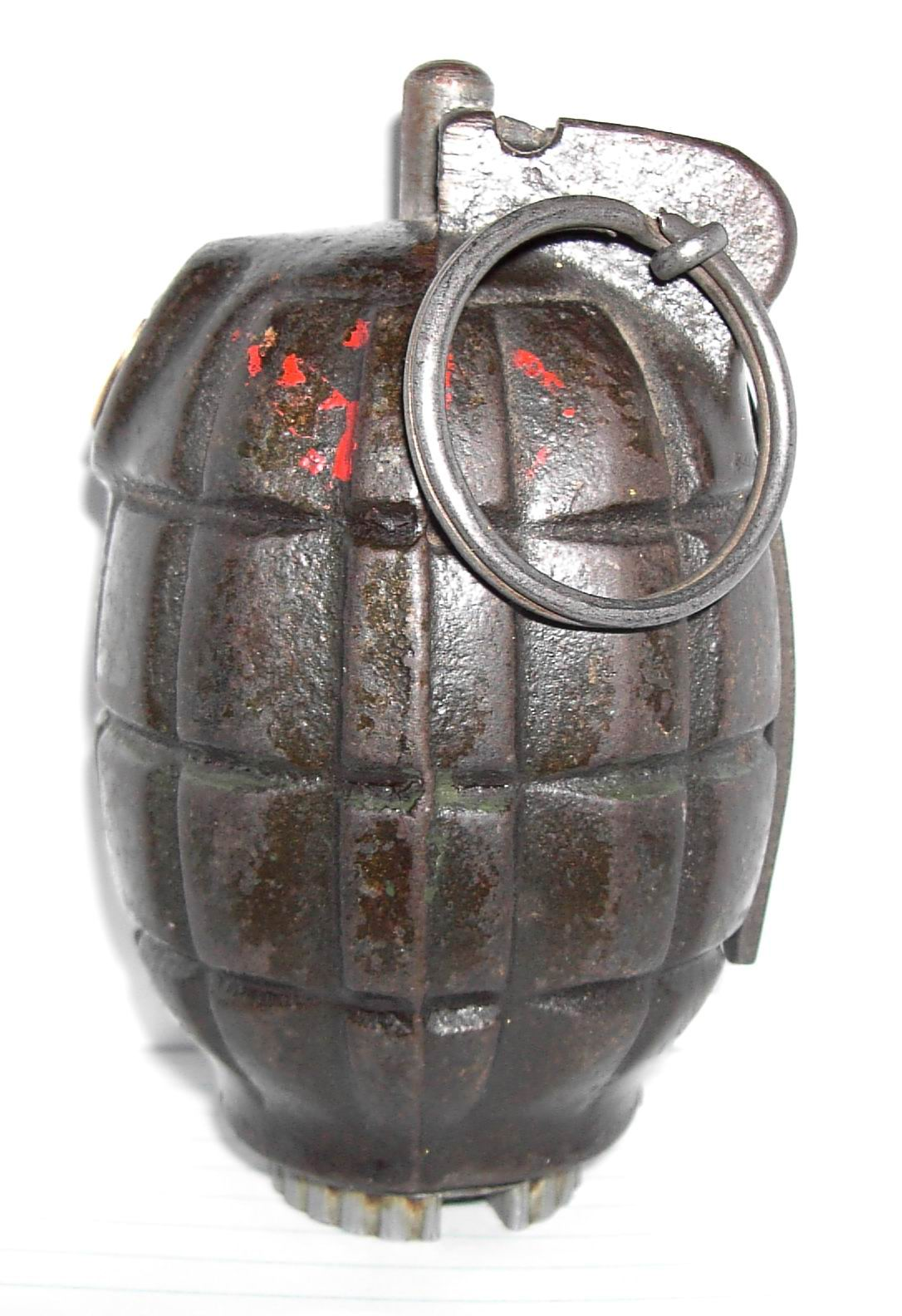
1940年製36M手榴彈
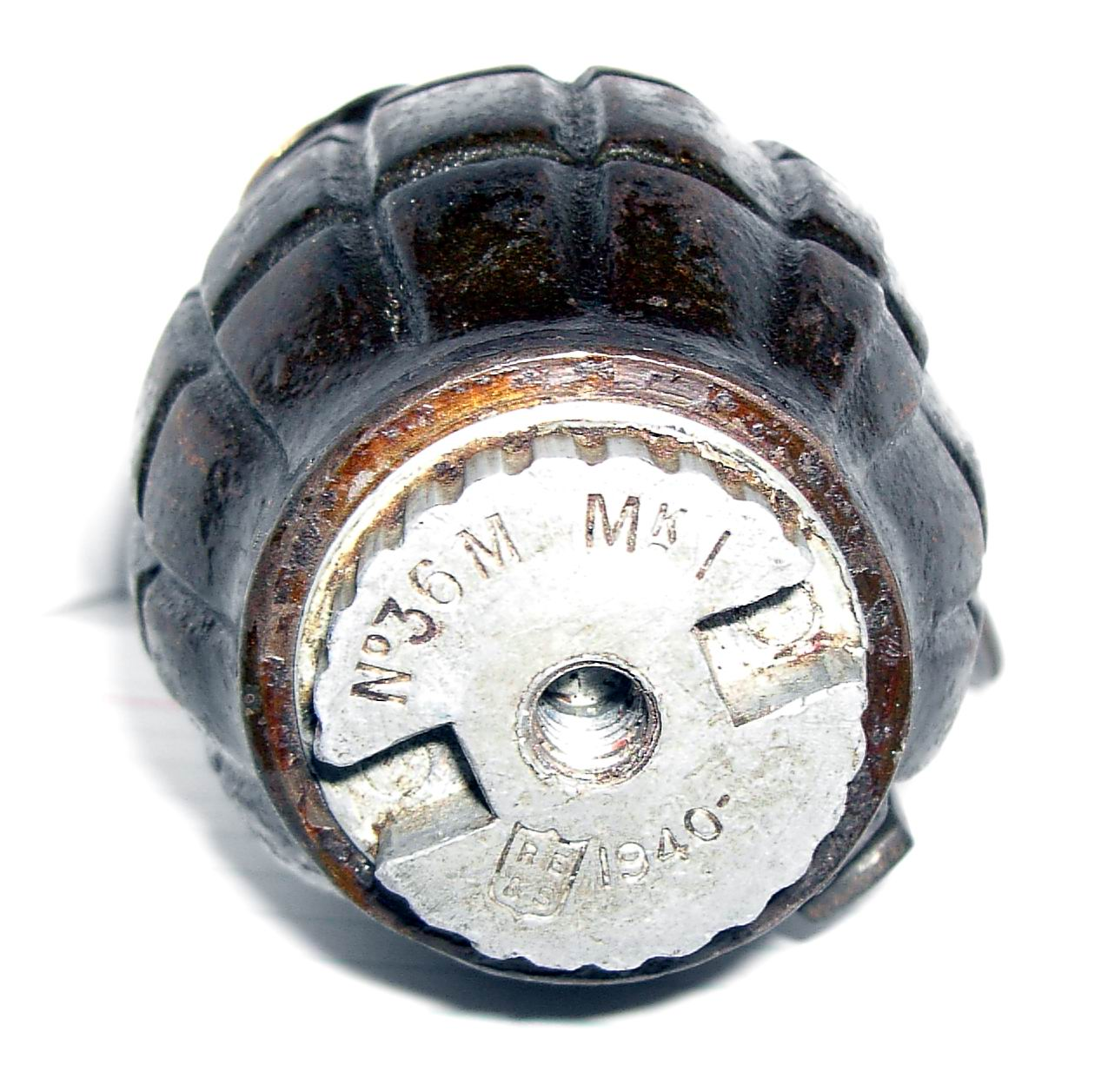
1940年製36M手榴彈的底部
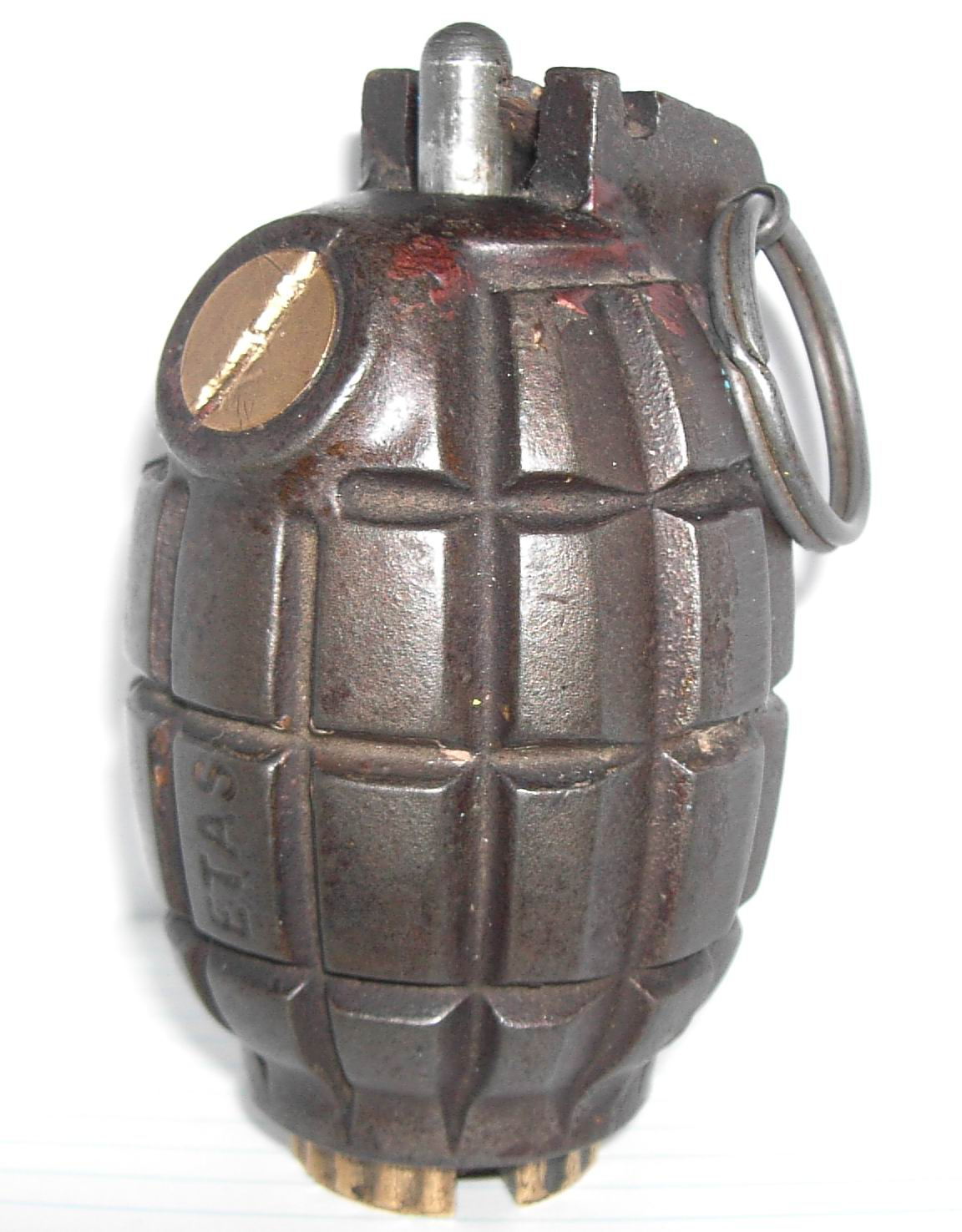
36M型手榴彈
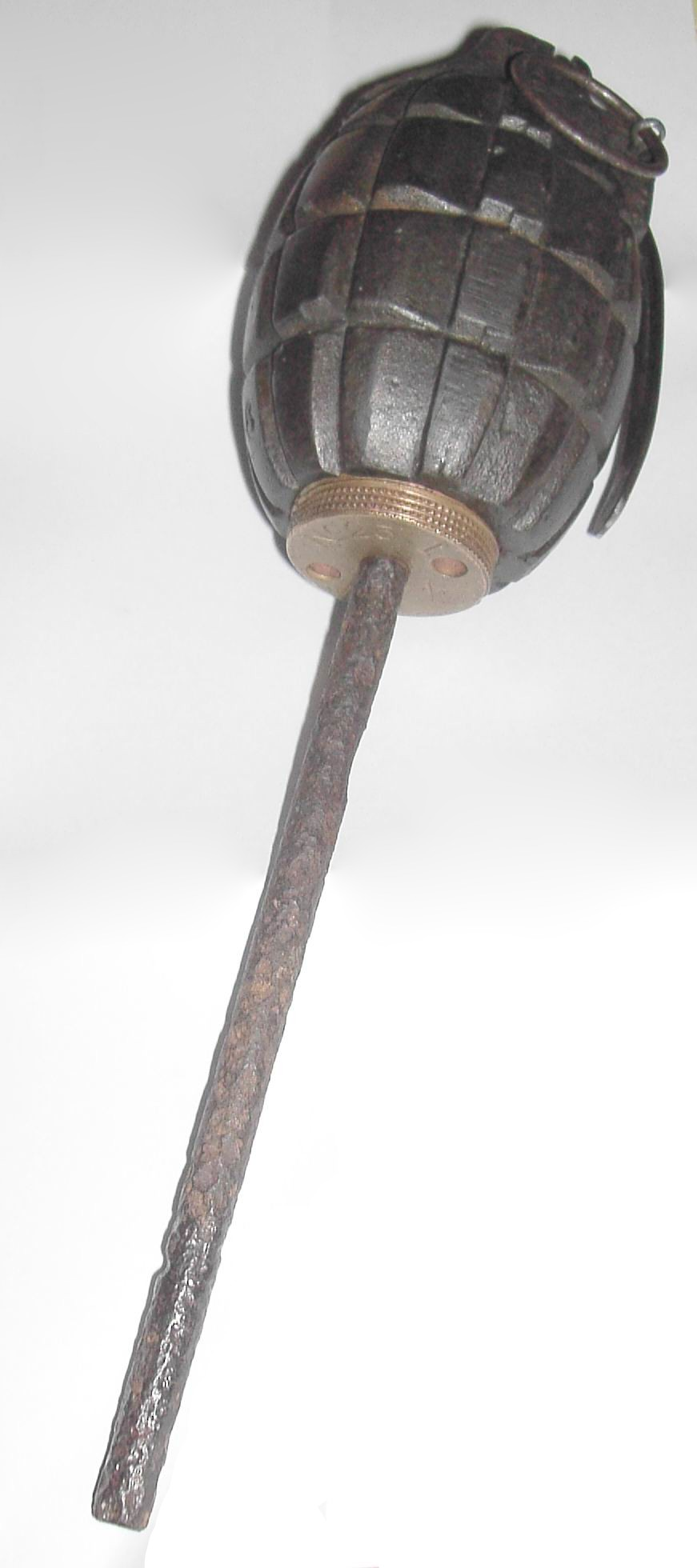
No. 23 Mk II, 裝有用作槍榴彈而設的尾杆
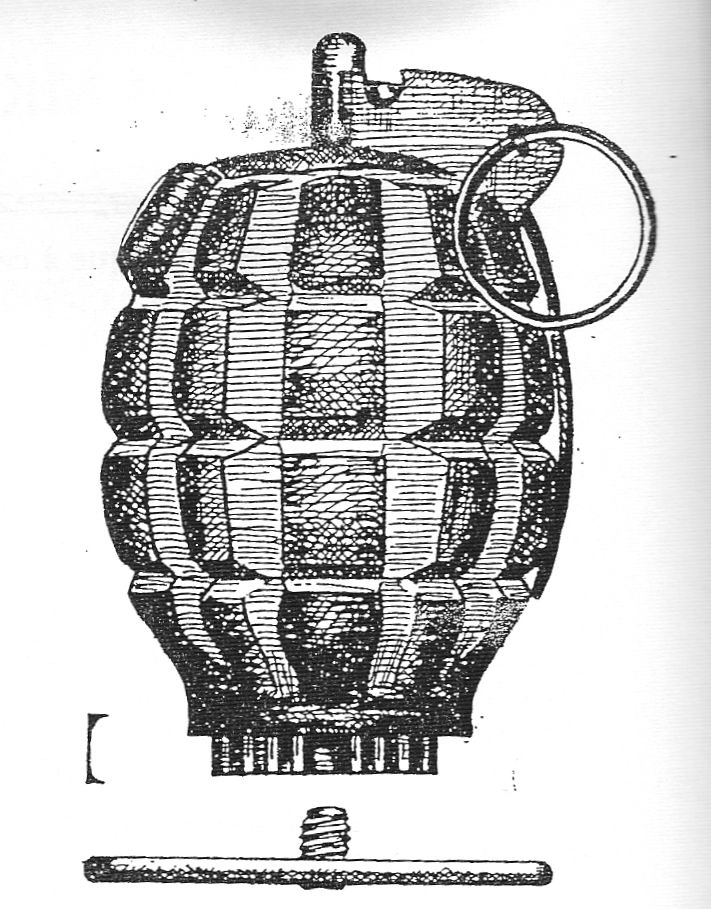
No. 36槍榴彈的繪畫
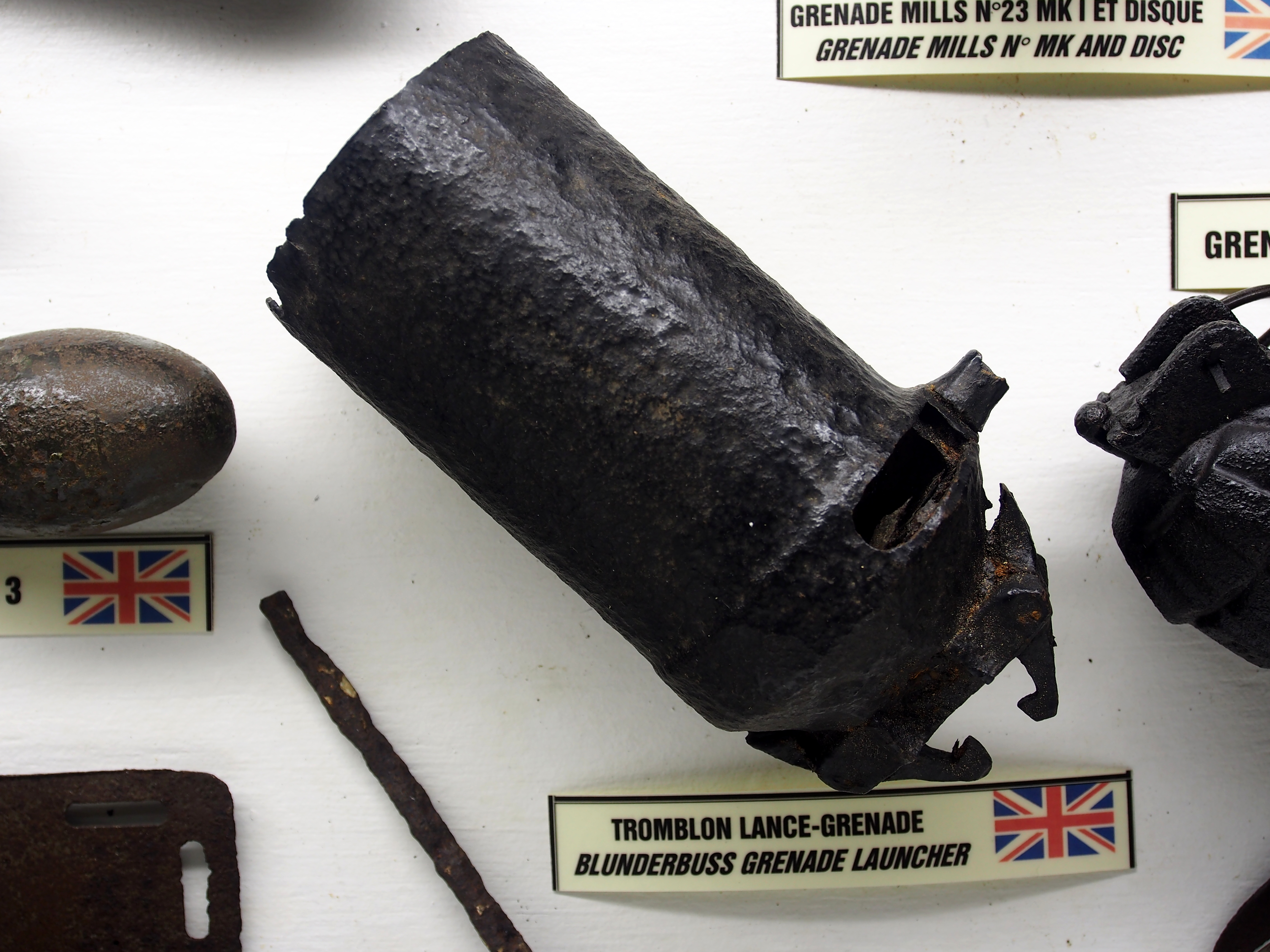
李-恩菲爾德步槍使用的槍榴彈發射器，法國1916索姆河戰役博物館藏品。
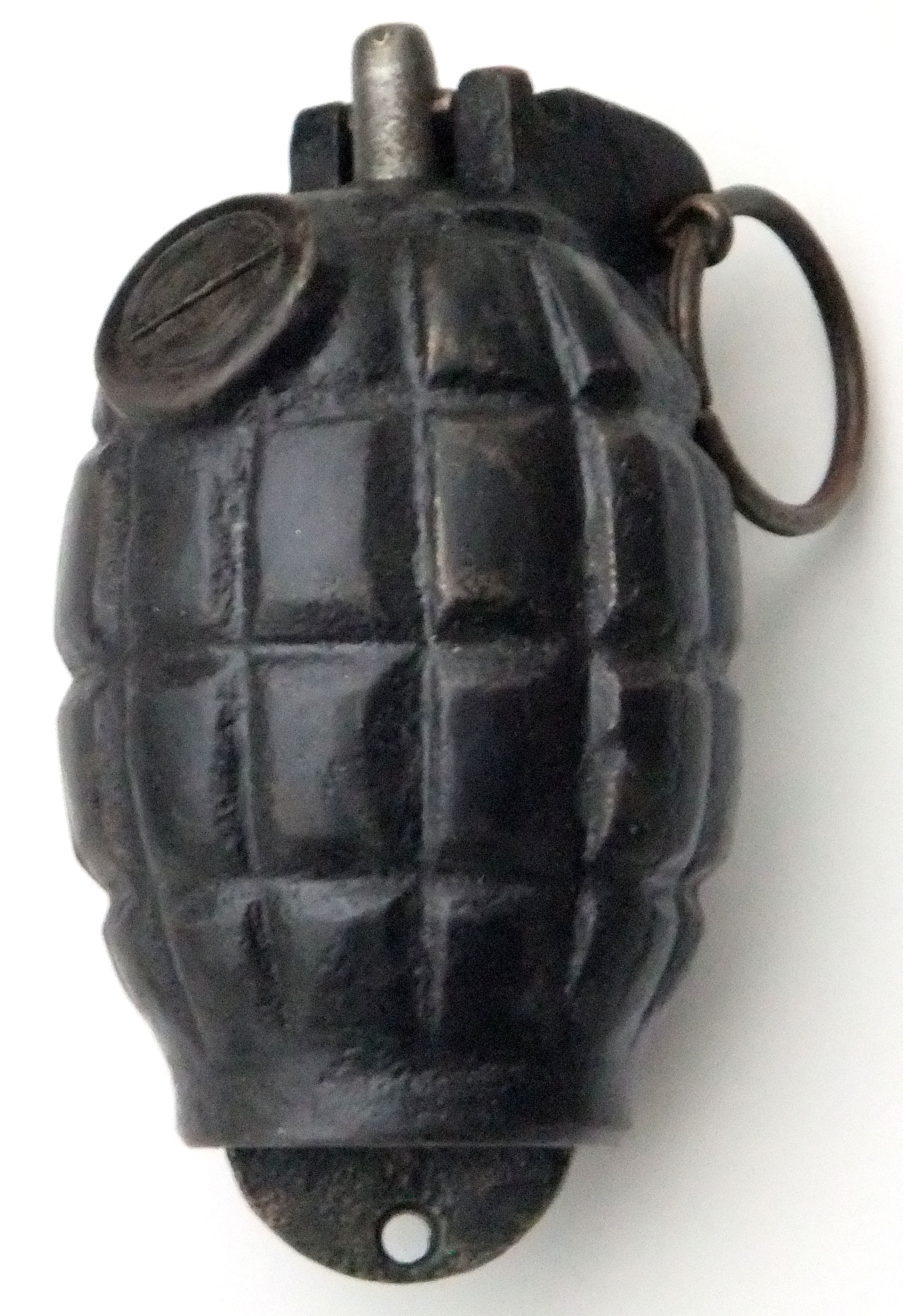
手榴彈外殼

## 流行文化

### 電子遊戲
- 2021年《應徵入伍》：作為盟軍手雷使用。